# 오미이마즈역
오미이마즈역(일본어: 近江今津駅, おうみいまづえき)은 일본 시가현 다카시마시에 있는 서일본 여객철도의 철도역이다.
특급 라이초·선더버드 호가 일부 정차한다.

## 역 구조
쌍섬식 승강장으로 2면 4선 형태의 고가역이다. 서일본 여객철도의 직영역이다.

### 승강장
| 1 | ■ 고세이 선 | 하행 | 오미시오쓰 · 쓰루가 · 나가하마 방면 | 특급 및 일부 보통 열차  |
| 2 | ■ 고세이 선 | 하행 | 오미시오쓰 · 쓰루가 · 나가하마 방면 | 신쾌속·쾌속·보통        |
| 2 | ■ 고세이 선 | 상행 | 가타타 · 교토 방면                  | 신쾌속·쾌속·보통        |
| 3 | ■ 고세이 선 | 하행 | 오미시오쓰 · 쓰루가 · 나가하마 방면 | 회차하는 보통 열차      |
| 3 | ■ 고세이 선 | 상행 | 가타타 · 교토 방면                  | 일부 보통               |
| 4 | ■ 고세이 선 | 상행 | 가타타 · 교토                       | 특급 (일부 신쾌속·보통) |

## 역사
- 1974년 7월 20일 - 고세이 선 개통에 따라 개업하였다.
- 1987년 4월 1일 - 민영화에 따라 서일본 여객철도의 소속이 되었다.
- 2003년 11월 1일 - 이코카의 사용이 개시되었다.

## 인접역
| 서일본 여객철도        | 서일본 여객철도                   | 서일본 여객철도            |
| ---------------------- | --------------------------------- | -------------------------- |
| 아도가와 야마시나 방면 | ■ 고세이 선 상행 쾌속             | 오미나카쇼 오미시오쓰 방면 |
| 신아사히 야마시나 방면 | ■ 고세이 선 신쾌속/하행 쾌속/보통 | 오미나카쇼 오미시오쓰 방면 |